# شامبيه أبو وحيد
شامبيه أبو وحيد، حكم كرة قدم عماني دولي سابق.
وقد حكم في كأس الخليج 1982، وقد أدار مباراة منتخب الكويت لكرة القدم ومنتخب قطر لكرة القدم في 4 ابريل 1982.